# Bura Chapori Wildlife Sanctuary
Le Bura Chapori Wildlife Sanctuary (littéralement de l'anglais sanctuaire de vie la sauvage du Chapori de Bura) est le nom d'une aire protégée indienne située dans le district de Sonitpur dans l'État de l'Assam. Ce Wildlife Sanctuary de 44,06 km2 se situe sur la vallée du Brahmapoutre, sur la rive nord.

## Étymologie
Un Chapori est une grande dune qui reste émergée lorsque le Brahmapoutre est en crue, lors des moussons.

## Histoire
La zone a été déclarée Reserved forest en 1974, il est devenu un sanctuaire en 1995, bénéficiant de facto d'une plus grande protection.

## Géographie
Il se situe à 40 km de la ville de Tezpur.

## L'environnement
Il abrite, comme le parc national de Kaziranga qui lui est au sud du Brahmapoutre, des gros mammifères, des reptiles et des oiseaux dont l'outarde du Bengale. Il joue le rôle de Corridor biologique et de halte migratoire. La majeure partie du sanctuaire est couvert par des prairies, d'étendues d'eau et de bois, des haies de végétaux créées au cours de ces dernières autour du sanctuaire a contribué à créer de barrières de sécurité garantissant un certain isolement.